# William Edwin Minshall

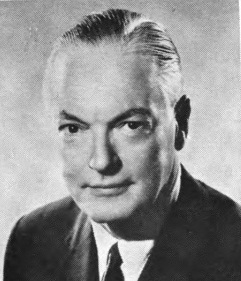
William Edwin Minshall, 1969

William Edwin Minshall (* 24. Oktober 1911 in East Cleveland, Ohio; † 15. Oktober 1990 in Delray Beach, Florida) war ein US-amerikanischer Politiker der Republikanischen Partei. Von 1955 bis 1974 war er Mitglied des Repräsentantenhauses der Vereinigten Staaten für den 23. Kongressdistrikt des Bundesstaates Ohio.

## Biografie
In East Cleveland wurde William Edwin Minshall geboren. Dort besuchte er die öffentlichen Schulen. In Shaker Heights besuchte er die University School. An der University of Virginia und der Cleveland State University studiert er Jura. 1940 machte er seinen Abschluss, wurde als Rechtsanwalt zugelassen und eröffnete eine Anwaltskanzlei in Cleveland. In den Jahren 1939 und 1940 war er Mitglied des Repräsentantenhauses von Ohio. Im Dezember 1940 ging er zur US Army. Dort diente er bis 1946, als er als Lieutenant Colonel entlassen wurde. Ihm wurde während seiner Militärzeit der Bronze Star Medal verliehen.
Bei den Wahlen zum Repräsentantenhaus 1954 wurde Minshall als Vertreter des 23. Distrikts von Ohio ins US-Repräsentantenhaus gewählt. Dort vertrat er den 23. Distrikt bis 1974.
Nach seinem Ausscheiden aus dem Kongress zog sich Minshall nach Delray Beach in Florida zurück. Dort starb er 1990 im Alter von 79 Jahren.